# Ulrich Franz Kolowrat

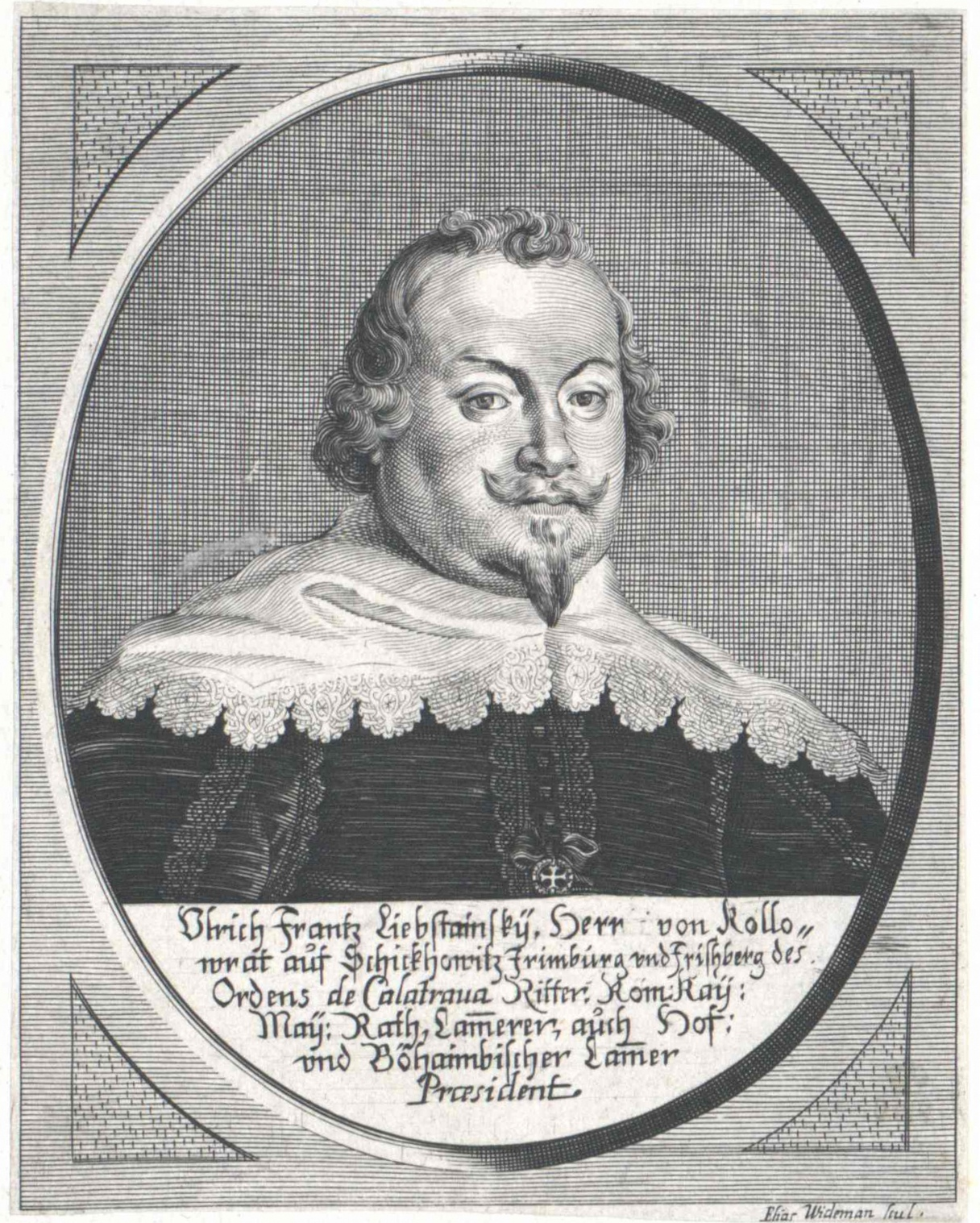
Ulrich Franz Freiherr von Kolowrat

Ulrich Franz Freiherr von Kolowrat-Liebsteinsky (tschechisch František Oldřich Kolovrat-Lipštejnský; * 28. Juli 1607 in Schichowitz, Prachiner Kreis; † 3. Januar 1650 in Budweis, Budweiser Kreis) war ein böhmisch-österreichischer Adeliger.
Ulrich Franz war der Sohn des Obersthofmeisters Heinrich Freiherr von Kolowrat-Liebsteinsky (1569–1646). Unter Ferdinand III. war er zunächst Mundschenk, dann Kämmerer. 1637 wurde er Präsident der Hofkammer. Nach seiner Entlassung als Hofkammerpräsident im Jahr 1649 wurde er 1644 zum Geheimen Rat ernannt. Im Jahre 1642 erbte er von Wilhelm Heinrich von Kolowrat-Bezdružicky die Herrschaft Bistrau.
Er war mit der Lucia Ottilia Gräfin Martinic verheiratet, die Ehe blieb kinderlos. Universalerbe wurde sein Vetter Wenzel.